# Otomí (volk)
De Otomí of Hñahñú zijn een indiaans volk in Centraal-Mexico. Er leven 646.875 Otomí in Mexico. De taal van de Otomí heet eveneens Otomí, en behoort tot de Oto-Manguean taalfamilie. Veel Otomí spreken ook Spaans of Nahuatl.
De Otomí bewonen al sinds de precolumbiaanse tijd de bergen en vlaktes ten noorden van Mexico-Stad. Ze waren oorspronkelijk nomaden, maar vestigden later hun hoofdstad in Xaltocan. Ze stonden bekend als goede krijgers, en werden voor die functie dan ook ingehuurd door de Azteken. Hun stamgod was Mixcoatl. Otomí streden aan de zijde van Miguel Hidalgo tijdens de Mexicaanse Onafhankelijkheidsoorlog en boden fel weerstand tijdens de Amerikaanse invasie van 1846-1848. Hoewel de cultuur van de Otomí gedurende de afgelopen eeuwen sterk in de verdrukking is geraakt, kent deze inmiddels een opleving. De Otomí zijn een van de talrijkste indiaanse volkeren in Mexico en ook hun taal wordt nog relatief veel gesproken, hoewel ze nauwelijks nog wordt aangeleerd door kinderen.
De naam van de Otomí is afkomstig uit het Nahuatl, en betekent 'elitekrijger'. Deze naam is aan hen gegeven door de Azteken. Ze noemen zichzelf echter Hñahñú, wat simpelweg 'mensen die Otomí spreken' betekent.